# Tuborgflasken
Tuborgflasken er et observationstårn, der blev opført på det gamle Halmtorv (nu Rådhuspladsen) i København i forbindelse med Den Nordiske Industri-, Landbrugs- og Kunstudstilling i Kjøbenhavn 1888. Arkitekt var Viggo Klein.
Udsigtstårnet er udformet som en 26 meter høj ølflaske fra Tuborg og var oprindeligt udstyret med en af Danmarks første elevatorer, der kunne bringe besøgende til toppen. Elevatoren er siden udskiftet med trappe, ligesom den oprindelige yderside af lærred er erstattet af glasfiber. Efter udstillingen blev den flyttet til Strandvejen i Hellerup, hvor den stadig står. I forbindelse med dens 100 års jubilæum stod den kortvarigt på Rådhuspladsen i 1988.
I 2003 var det på tale at frede ølflasken, men Det Særlige Bygningssyn afgjorde, at den ikke har de arkitektoniske eller kulturhistoriske værdier, der berettiger en fredning, bl.a. fordi der er sket for mange ændringer i forhold til den oprindelige flaske.
Gentofte Kommune betragter flasken som ubetinget bevaringsværdig, og ifølge lokalplanen for området må flasken ikke nedrives, ombygges eller på anden måde ændres uden kommunalbestyrelsens tilladelse.